# Echeandia grandiflora
Echeandia grandiflora är en sparrisväxtart som beskrevs av Robert William Cruden. Echeandia grandiflora ingår i släktet Echeandia och familjen sparrisväxter. Inga underarter finns listade i Catalogue of Life.